# 陸上防衛隊
《陸上防衛隊》是日本漫畫家赤松健擔任原作，2002年7月至12月由東京電視台播出全26集的電視動畫。漫畫版由RAN（澤野陵）作畫，於《Magazine SPECIAL》連載，單行本全4冊。

## 登場人物
鬼瓦真緒（配音員：（日本）古山貴實子、（台灣）林美秀、（美國）Sandy Fox）
5月5日出生，8歲，小學二年級學生，陸上防衛隊二等陸士。
築島美空（配音員：（日本）吉川由彌、（美國）Kari Wahlgren）
9月5日出生，8歲，小學二年級學生，航空防衛隊三等空尉。
丸山席維亞（配音員：（日本）堀江由衣、（台灣）楊凱凱、（美國）Julie Maddalena）
11月5日出生，8歲，小學二年級學生，海上防衛隊一等海士。
鬼瓦陸士郎（配音員：（日本）野島昭生、（美國）Michael McConnohie）
真緒的祖父，陸上防衛隊幕僚長。而真緒通常不是叫他「爺爺」，而是叫他「幕僚長」。
築島空次郎（配音員：（日本）鈴木清信、（美國）Tony Pope）
美空的祖父，航空防衛隊幕僚長。
亞當貝特·福恩·丸山（配音員：（日本）口節、（美國）Ron Allen）
席維亞的祖父，海上防衛隊幕僚長。
三島籬（配音員：（日本）長澤美樹、（美國）Dorothy Elias-Fahn）
27歲，陸上防衛隊一等陸佐，東京大學畢業，是IQ250的天才士官。
宙百合子（配音員：（日本）滿仲由紀子、（美國）Wendee Lee）
聖14學園高中部二年級學生，也是學生會長。真實身分是外星人派來監視防衛隊三人組（真緒、美空與席維亞）的間諜，頭上的貓耳是外星人的印記，在動畫版中還多了貓尾。雖然是間諜，卻最喜歡真緒。
宇千波（配音員：（日本）井浦愛、（美國）Kari Wahlgren）
聖14學園高中部二年級學生，也是學生會書記。真實身分與百合子相同。
浦島景之助（配音員：（日本）上田祐司、（美國）Derek Stephen Prince）
戲仿《純情房東俏房客》浦島景太郎。
七瀨川奈奈（配音員：（日本）堀江由衣、（美國）Dorothy Elias-Fahn）
戲仿《純情房東俏房客》成瀨川奈留。
三田舞子（配音員：（日本）富坂晶）
三等陸曹。原型為《我永遠的聖誕老人》小舞。
難波三緒（配音員：（日本）高橋智秋）
三等陸曹。原型為《電腦情人夢》莎蒂。
德川德三郎（配音員：（日本）坂東尚樹）
陸上防衛隊陸曹長、整備主任。
尾澤カズキ（配音員：（日本）不明）
德三郎轄下的整備班員。
上原繪（配音員：（日本）豐嶋真千子）
德三郎轄下的整備班員。
相川美（配音員：（日本）戶田真衣子）
德三郎轄下的整備班員。
築島空子（配音員：（日本）半場友惠）
美空的母親，外交官。外貌近似《宇宙戰艦大和號》森雪。
Carol Cameron（配音員：（日本）倉田雅世、（美國）Michelle Ruff）
8歲，美國防衛隊隊員。外貌近似《純情房東俏房客》莎拉·麥杜爾。
鬼瓦陸吉（配音員：（日本）服卷浩司）
真緒的父親，外貌近似陸士郎。在動畫版中是普通的上班族，在漫畫版中是諜報隊隊員。
鬼瓦國子（配音員：（日本）雪乃五月）
真緒的母親，已故。
首相（配音員：（日本）菅原淳一、（美國）David Orosco）
日本首相，個性懦弱。曾為了出席防衛隊三人組的學校運動會而取消出席美日高峰會。
素敵一郎（配音員：（日本）野島裕史）
年輕又帥氣的律師。笑時牙齒會散發白光。僅出現於動畫版。
銀河大王（配音員：（日本）園部啓一、（美國）David Orosco）
外星人入侵地球事件的幕後黑手，是喜愛日本御宅文化與溫泉的溫泉星人。他在月球表面建立基地作為大本營，乘坐膠囊型太空船飛來日本。
小大王（配音員：（日本）間宮くるみ）
銀河大王的兒子。僅出現於動畫版。
菊一文字參號（配音員：（日本）白鳥由）
防衛隊耗資70%的防衛預算開發的最新銳索敵裝置，是一隻犬型機器人，能力為偵測外星人，可與防衛隊本部通信。僅出現於動畫版。

## 製作團隊
- 原作 - 赤松健
- 監督 - 岩崎良明
- 系列構成 - 黑田洋介
- 人物設計 - 柳沢正秀
- 道具設計 - 高倉武史
- 美術監督 - 朝倉千登勢
- 色彩設定 - 関本美津子
- 撮影監督 - 津村治彦
- 編集 - 板部浩章
- 音楽 - 服部隆之
- 音響監督 - 菊田浩巳
- 製作人 - 森山敦、平松巨規
- 動畫製作 - XEBEC
- 製作 - 陸まお本部

## 主題曲
片頭曲「ALL MY LOVE」
作詞・作曲：伊藤千夏、編曲：小西貴雄、歌：堀江由衣
2007年重播版片頭曲「Brand new day」
作詞・作曲・編曲：橋本由香利、歌： Aice5
片尾曲「It's my style」
作詞・作曲・編曲： 松浦有希、歌：堀江由衣
2007年重播版片尾曲「Eternity」
作詞・作曲・編曲： 橋本由香利、歌： Aice5

## 各話列表
| 話數 | 日文標題 | 中文標題              | 劇本              | 分鏡       | 演出            | 作畫監督   |
| ---- | -------- | --------------------- | ----------------- | ---------- | --------------- | ---------- |
| 1    |          | 日本由我來守護        | 黑田洋介          | 岩崎良明   | 岩崎良明 高橋順 | 柳澤正秀   |
| 2    |          | 首次出擊的真緒        | 黑田洋介          | 岩崎良明   | 岩崎良明 高橋順 | 梶浦紳一郎 |
| 3    |          | 空中防衛隊員美空      | 黑田洋介          | 石山貴明   | 鈴木吉男        | 田中誠樹   |
| 4    |          | 空中與陸上合而為一    | 黑田洋介          | 紅優       | 鈴木吉男        | 梶浦紳一郎 |
| 5    |          | 海上防衛隊員席維亞    | 黑田洋介          | 平岡正幸   | 高橋順          | 山岡信一   |
| 6    |          | 先吃飯再說吧          | 黑田洋介          | 五月女有作 | 高橋順          | 内野明雄   |
| 7    |          | 小水黽也要拯救喔      | 黑田洋介          | 大庭秀昭   | 鈴木吉男        | 石川健朝   |
| 8    |          | 防衛結界作戰計劃      | 黑田洋介          | 武藤裕治   | 鈴木吉男        | 梶浦紳一郎 |
| 9    |          | 結成、綜合防衛隊      | 黑田洋介          | 石山貴明   | 廣嶋秀樹        | 内野明雄   |
| 10   |          | 收集日本作戰計劃      | 黑田洋介          | 岩崎良明   | 廣嶋秀樹        | 平岡正幸   |
| 11   |          | 運動會第一優先        | 黑田洋介          | 葛谷直行   | 糸賀慎太郎      | 梶浦紳一郎 |
| 12   |          | 半夢半醒之間的防衛    | 黑田洋介          | 平岡正幸   | 糸賀慎太郎      | 田中誠輝   |
| 13   |          | 美空的媽媽來了        | 黑田洋介          | 石山貴明   | 高橋順          | 石川健朝   |
| 14   |          | 防衛隊本部千鈞一髮    | 黑田洋介          | 富永恒雄   | 高橋順          | 石川健朝   |
| 15   |          | 菊一文字參號登場      | 黑田洋介          | 石山貴明   | 鈴木吉男        | 柳澤正秀   |
| 16   |          | 小咪離家出走          | 黑田洋介          | 平岡正幸   | 鈴木吉男        | 梶浦紳一郎 |
| 17   |          | 表演之路真難走        | 黑田洋介          | 鈴木吉男   | 廣嶋秀樹        | 内野明雄   |
| 18   |          | 雪祭奇遇記            | 上江洲誠 黑田洋介 | 石山貴明   | 廣嶋秀樹        | 藤田宗克   |
| 19   |          | 蘋果、橘子、哈蜜瓜    | 黑田洋介          | 富永恒雄   | 糸賀慎太郎      | 梶浦紳一郎 |
| 20   |          | 走吧!去包上東大的溫泉 | 中村寬之 黑田洋介 | 岩崎良明   | 糸賀慎太郎      | 石川健朝   |
| 21   |          | 美国防卫少女          | 上江洲誠 黑田洋介 | 石山貴明   | 高橋順          | 田中誠輝   |
| 22   |          | 守護幸福的防衛隊      | 白根秀樹          | 富永恒雄   | 岩崎良明 高橋順 | 藤田宗克   |
| 23   |          | 對不起!小咪           | 黑田洋介          | 石山貴明   | 廣嶋秀樹        | 梶浦紳一郎 |
| 24   |          | 紫色百合花的人        | 黑田洋介          | 中津環     | 廣嶋秀樹        | 柳澤正秀   |
| 25   |          | 守護回憶的防衛        | 黑田洋介          | 鈴木吉男   | 高橋順          | 石川健朝   |
| 26   |          | 今天也要快快樂樂防衛  | 黑田洋介          | 岩崎良明   | 岩崎良明        | 石川健朝   |

## 播放電視台

### 首播
| 播放地區   | 播放電視台 | 播放日期               | 播放時間             | 聯播網       |
| ---------- | ---------- | ---------------------- | -------------------- | ------------ |
| 關東廣域圈 | 東京電視台 | 2002年7月3日 - 12月 日 | 星期三 26:35 - 26:55 | 東京電視台系 |

- 《熱血電波倶楽部》於前半15分鐘放送（後半的15分為《朝霧的巫女》）。

### 重播
| 播放地區 | 播放電視台   | 播放日期                      | 播放時間             | 聯播網       |
| -------- | ------------ | ----------------------------- | -------------------- | ------------ |
| 千葉縣   | 千葉電視台   | 2003年1月 日 - 6月 日         | 星期日 23:30 - 24:00 | 獨立UHF局    |
| 埼玉縣   | 埼玉電視台   | 2003年1月5日 - 6月 日         | 星期 24:20 - 24:35   | 獨立UHF局    |
| 神奈川縣 | 神奈川電視台 | 2003年1月 日 - 6月 日         | 星期 : - :           | 獨立UHF局    |
| 新潟縣   | 新潟電視台21 | 2002年10月6日 - 2003年3月30日 | 星期日 6:30 - 6:45   | 朝日電視台系 |
| 兵庫縣   | SUN電視台    | 2003年1月7日 - 6月30日        | 火曜日 24:00 - 24:30 | 獨立UHF局    |
| 日本全域 | 頻道 NECO    | 2010年11月8日 -               | 月曜日 24:00 - 24:30 | CS放送       |

## 漫畫
| 卷數 | 講談社         | 講談社                 | 東立出版社    | 東立出版社         |
| 卷數 | 發售日期       | ISBN                   | 發售日期      | ISBN               |
| ---- | -------------- | ---------------------- | ------------- | ------------------ |
| 1    | 2003年7月15日  | ISBN 978-4-06-363245-3 | 2005年3月30日 | ISBN 986-11-6364-6 |
| 2    | 2003年10月17日 | ISBN 978-4-06-363305-4 | 2005年3月30日 | ISBN 986-11-6365-4 |
| 3    | 2004年4月16日  | ISBN 978-4-06-363366-5 | 2005年4月30日 | ISBN 986-11-6366-2 |
| 4    | 2004年10月15日 | ISBN 978-4-06-363443-3 | 2005年5月17日 | ISBN 986-11-6367-0 |

## 遊戲
《陸上防衛隊》是Marvelous Entertainment於2003年1月23日發售的PlayStation平台養成遊戲，《ファミ通》737号的クロスレビュー給予21/40分的評價。

## 相關商品

### DVD
- 「陸上防衛隊まおちゃん MISSION 1」（2002年11月發售）KIBA-839
- 「陸上防衛隊まおちゃん MISSION 2」（2002年11月發售）KIBA-840
- 「陸上防衛隊まおちゃん MISSION 3」（2002年12月發售）KIBA-841
- 「陸上防衛隊まおちゃん MISSION 4」（2002年1月發售）KIBA-842
- 「陸上防衛隊まおちゃん MISSION 5」（2002年2月發售）KIBA-843
- 「陸上防衛隊まおちゃん MISSION 6」（2002年3月發售）KIBA-844
- 陸上防衛隊まおちゃん DVD-BOX Vol.1 「まおちゃんパック」（2002年11月發售）KIBA-9839
- 陸上防衛隊まおちゃん DVD-BOX Vol.2 「みそらちゃんパック」（2002年12月發售）KIBA-9841
- 陸上防衛隊まおちゃん DVD-BOX Vol.3 「シルヴィーちゃんパック」（2003年2月發售）KIBA-9844
- 陸上防衛隊まおちゃん DVD-BOX（2007年7月發售）KIZB-17〜24

### CD
- ALL MY LOVE（Vo.堀江由衣）
- Brand new day（Vo.Aice5）
- 綜合防衛隊音楽集（サウンドトラックJ）

### 書籍
- ススメ！陸上防衛隊まおちゃん 公式ガイドブック（2002年10月發行）

### 日曆
- 陸上防衛隊まおちゃん CHIBI-DEKAカレンダー（2002年11月）

## 外部連結
- 陸上防衛隊動畫官網 （页面存档备份，存于）（日語）
- 赤松健作品綜合研究所 （页面存档备份，存于）（日語）